# Isis King
Isis King (Contea di Prince George, 1º ottobre 1985) è una modella e stilista statunitense.
Fu una delle concorrenti dell'11ª e della 17ª stagione del reality show America's Next Top Model. È stata la prima donna transgender a partecipare al programma e una delle più viste in televisione.